# Словения на зимних Олимпийских играх 1998
Словения принимала участие в Зимних Олимпийских играх 1998 года в Нагано (Япония) в третий раз за свою историю, но не завоевала ни одной медали. Сборную страны представляли 21 мужчина и 13 женщин.

## Состав и результаты олимпийской сборной Словении

#### Горнолыжный спорт
Спортсменов — 1
| Соревнование      | Спортсмены   | Скоростной спуск/ 1 спуск | Слалом/ 2 спуск | Всего   | Место |
| ----------------- | ------------ | ------------------------- | --------------- | ------- | ----- |
| Гигантский слалом | Наташа Бокал | 1:22,86                   | 1:35,60         | 2:58,46 | 20    |
| Слалом            | Наташа Бокал | 47,72                     | 47,87           | 1:35,59 | 11    |